# Stypommisa callicera
Stypommisa callicera är en tvåvingeart som först beskrevs av Jacques-Marie-Frangile Bigot 1892.  Stypommisa callicera ingår i släktet Stypommisa och familjen bromsar. Inga underarter finns listade i Catalogue of Life.